# 伊黒清吾
伊黒 清吾（いぐろ せいご、1891年（明治24年）8月23日 - 1961年（昭和36年）9月11日）は、大日本帝国陸軍軍人。最終階級は陸軍少将。

## 経歴
1891年（明治24年）に宮城県で生まれた。陸軍士官学校第24期卒業。1939年（昭和14年）3月9日に陸軍歩兵大佐に進級し、8月1日に平壌陸軍兵事部長に就任した。1942年（昭和17年）2月9日に第1独立歩兵隊長（第13軍）に就任し、日中戦争に出動した。同年12月22日には旭川連隊区司令官に転じた。
1945年（昭和20年）3月9日に歩兵第59旅団長（第13軍・第69師団）に就任し、6月10日に陸軍少将に進級。終戦時は嘉定に位置した。
1947年（昭和22年）11月28日、公職追放仮指定を受けた。